# Mordechaj-Chajjim Sztern
Mordechaj-Chajjim Sztern (hebr.: מרדכי-חיים שטרן, ang.: Mordechai-Haim Stern, ur. 16 października 1914 w Wiedniu, zm. 21 lutego 1975) – izraelski polityk, w latach 1965–1969 poseł do Knesetu.
W wyborach parlamentarnych w 1965 dostał się do izraelskiego parlamentu i  zasiadł w Knesecie VI kadencji.